# Нуннари, Сальваторе
Архиепископ Сальвато́ре Ну́ннари (итал. Salvatore Nunnari; 11 июня 1939, Реджо-ди-Калабрия) — итальянский католический архиепископ. Архиепископ-митрополит Козенца-Бизиньяно с 18 декабря 2004 по 15 мая 2015.
Закончил архиепископскую семинарию и Семинарию им. Папы Пия XI в городе Реджо-ди-Калабрия. Принял священнический сан 12 июля 1964 года в том же городе.
С 1983 по 1999 годы исполнял обязанности ректора прихода «S. Maria del Divin Soccorso», 31 января 1999 года избран архиепископом Sant’Angelo dei Lombardi-Conza-Nusco-Bisaccia. Его епископская хиротония состоялась 20 марта 1999 года.
Решением папы Иоанна Павла II с 18 декабря 2004 года возглавляет архидиоцез Козенца-Бизиньяно. C 2010 по 2012 год также исполнял обязанности апостольского администратора епархии Лунгро (Итало-албанская католическая церковь).
Его епископский девиз — лат. Omni consolatione repleamur.